# بينس ديوتش
بينس ديوتش (بالمجرية: Deutsch Bence)‏ هو لاعب كرة قدم مجري، ولد في 4 أغسطس 1992 في بودابست في المجر. شارك مع منتخب المجر تحت 21 سنة لكرة القدم. أما مع النوادي، فقد لعب مع نادي بودابست.

## وصلات خارجية
- بينس ديوتش على موقع قاعدة بيانات كرة القدم.إي يو (الإنجليزية)
- بينس ديوتش على موقع Soccerway.com (الإنجليزية)